# Oscar Sarlinga
Oscar Domingo Sarlinga (ur. 20 maja 1963 w Buenos Aires) – argentyński duchowny katolicki, biskup diecezji Zárate-Campana w latach 2006-2015.

## Życiorys
Święcenia kapłańskie przyjął 30 kwietnia 1990 i został inkardynowany do archidiecezji Mercedes-Luján. Był m.in. wykładowcą na jezuickim uniwersytecie El Salvador w Buenos Aires, rektorem archidiecezjalnego seminarium, a także wikariuszem generalnym archidiecezji.
12 kwietnia 2003 papież Jan Paweł II mianował go biskupem pomocniczym archidiecezji Mercedes-Luján oraz biskupem tytularnym Uzalis. Sakry biskupiej udzielił mu 17 maja 2003 ówczesny metropolita Mercedes-Luján - arcybiskup Rubén Héctor di Monte.
3 lutego 2006 papież Benedykt XVI mianował do biskupem ordynariuszem diecezji Zárate-Campana. Ingres odbył się 18 lutego 2006.
3 listopada 2015 papież Franciszek przyjął jego rezygnację z pełnionego urzędu, złożoną w wyniku oskarżeń o malwersacje finansowe w diecezji.